# Rozdělovské věžáky

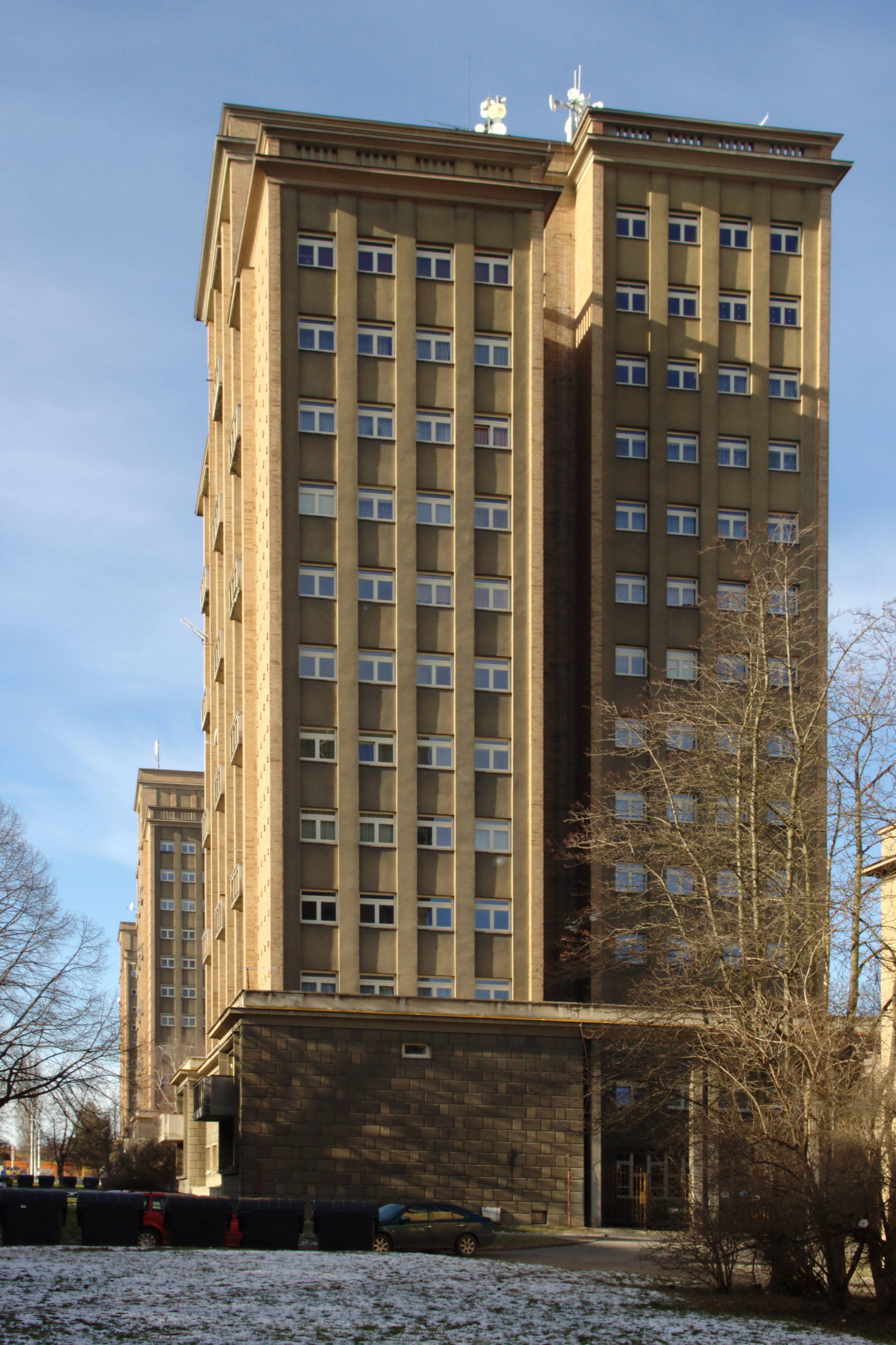
Jeden z věžových domů

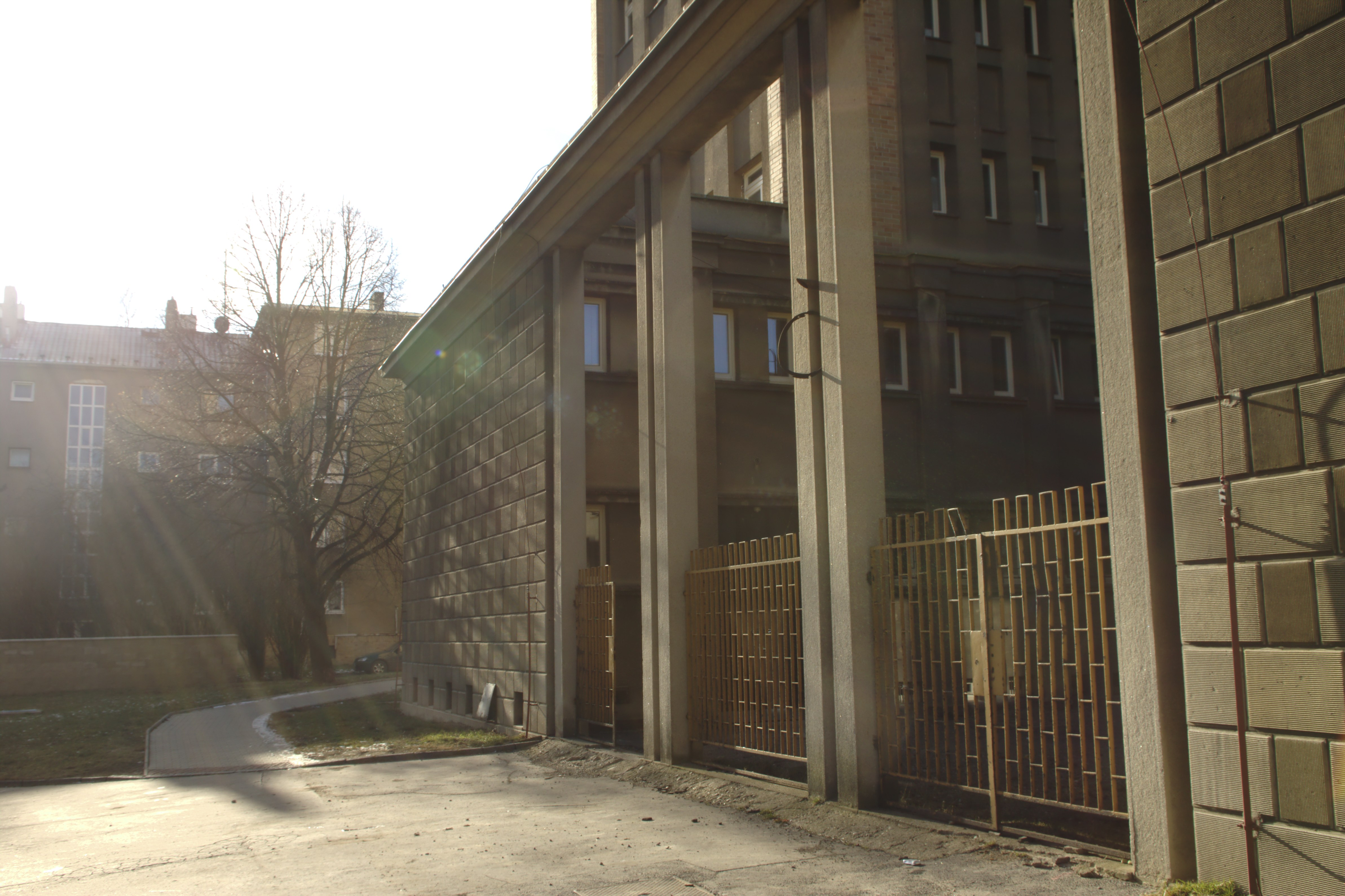
Detail vstupní brány

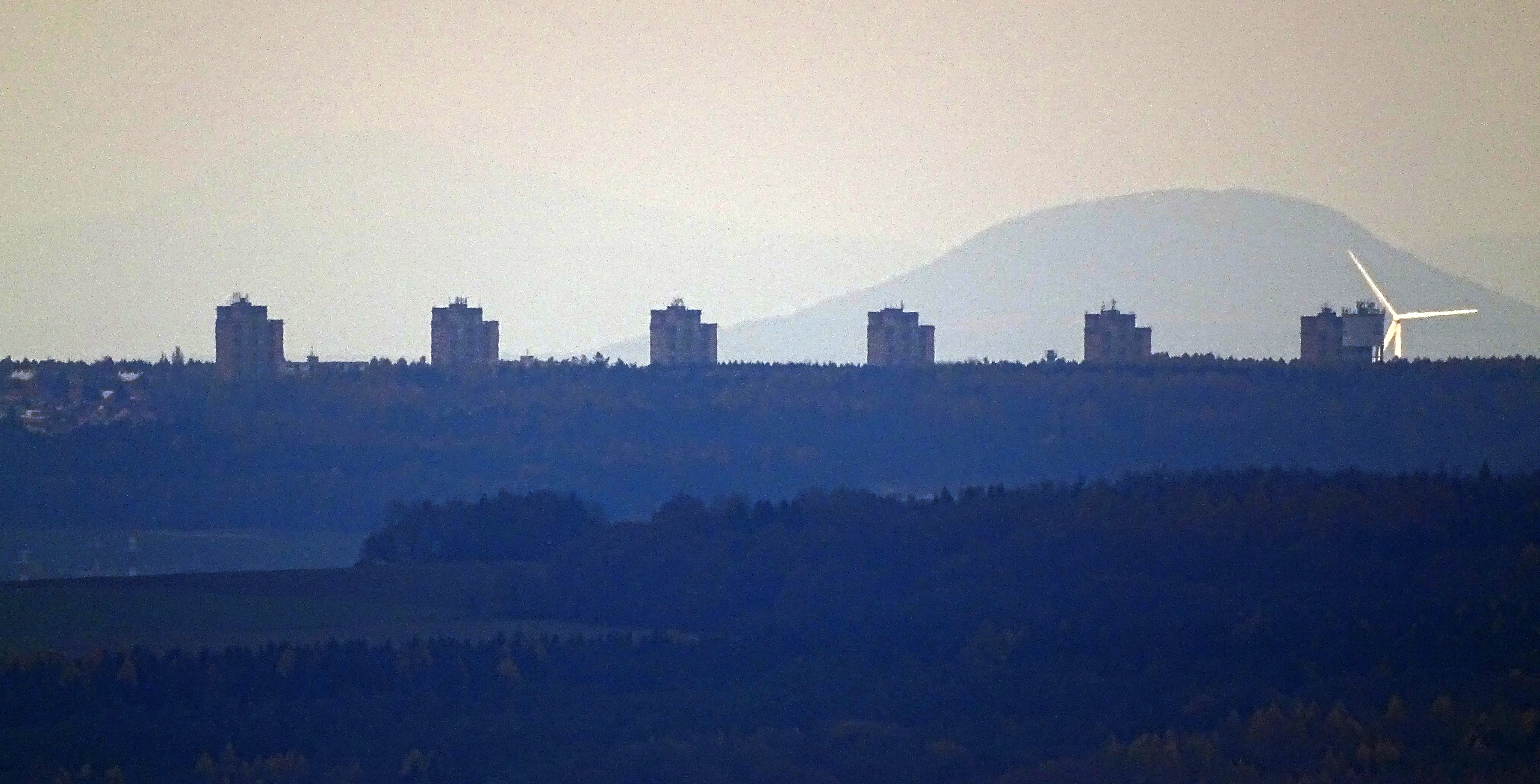
Rozdělovské věžáky na obzoru při pohledu z rozhledny Máminka na Krušné hoře (vzdálenost 22 kilometrů), v pozadí větrná elektrárna Pchery a hora Říp

Rozdělovské věžáky jsou skupinou šesti věžových domů, která se nachází v části Rozdělov[zdroj?] středočeského okresního města Kladna.

## Architektonický návrh a výstavba[1][2]

### Sídliště Vítězného února
Politicky podmíněný rozvoj těžkého průmyslu po únorovém převratu v roce 1948 s sebou nesl nutnost výstavby nových obytných domů i na území Kladna, které bylo významnou lokalitou těžby černého uhlí a navíc i sídlem hutě Poldi.
Proto bylo rozhodnuto o výstavbě reprezentativního sídliště na dosud nezastavěném území mezi čtvrtí Rozdělov a novější zástavbou při centru města Kladna.
Nové sídliště bylo nazváno Sídliště Vítězného února, přičemž součástí jeho zástavby byly a jsou i ony věžáky. Architekty stavby sídliště se stali Josef Havlíček, Karel Filsak a Karel Bubeníček.
Součástí celého sídliště mělo být i bohaté kulturní vyžití obyvatelstva v podobě nově vystavěného obchodního domu nebo třeba divadla, k čemuž však – s výjimkou obchodního domu Siréna – nikdy nedošlo a okolí bylo doplněno typizovanými cihlovými a panelovými obytnými domy.

### Návrh a výstavba věžových domů
Trojice architektů navrhla šestici obytných domů tvořených ze tří propojených celků (do tvaru písmene T). Konstrukce je tvořena železobetonovým skeletem a výplňovým cihelným zdivem. Výjimečným se stal i způsob vytápění, kdy bylo použito systému Crittal (rozvod tepla ve sloupech a průvlacích nosného skeletu domu, spolu s topnými hady v podlahách).
Fasáda je z keramických materiálů, zvláštností domů je i dvanáct keramických domovních znamení vytvořených českými sochaři (Marta Jirásková: 1. věžový dům 2955, pes a kočka; Břetislav Benda 2. dům 2956, kohout a krocan; Mary Durasová 3. dům 2957, veverka a lasice; Martin Reiner: 4. dům 2958, orel a sova; Bedřich Stefan: 5. dům 2959, beran a ovce; Hana Wichterlová: 6. dům 2960, labuť a volavka). V srpnu až listopadu 2017 vedl restaurátorské práce na domovních znameních akademický sochař Jiří Kaifosz a domovní znamení jsou nově chráněna plexiskly.
Z hlediska architektury se jedná o ojedinělý příklad tzv. poválečného "perretismu" tedy odkazu na novoklasicistní architekturu francouzského architekta Augusta Perreta. Architekti při svém návrhu použili velice pestrou a zajímavou skladbu materiálů jak v interiérech domů, tak především na jejich fasádách – kde je použita kombinace břízolitové omítky a kabřincových obkladů s užitím tzv. fasonových kusů.

Hlavní stavební práce na věžových domech proběhly od března 1953 – do prosince 1957.

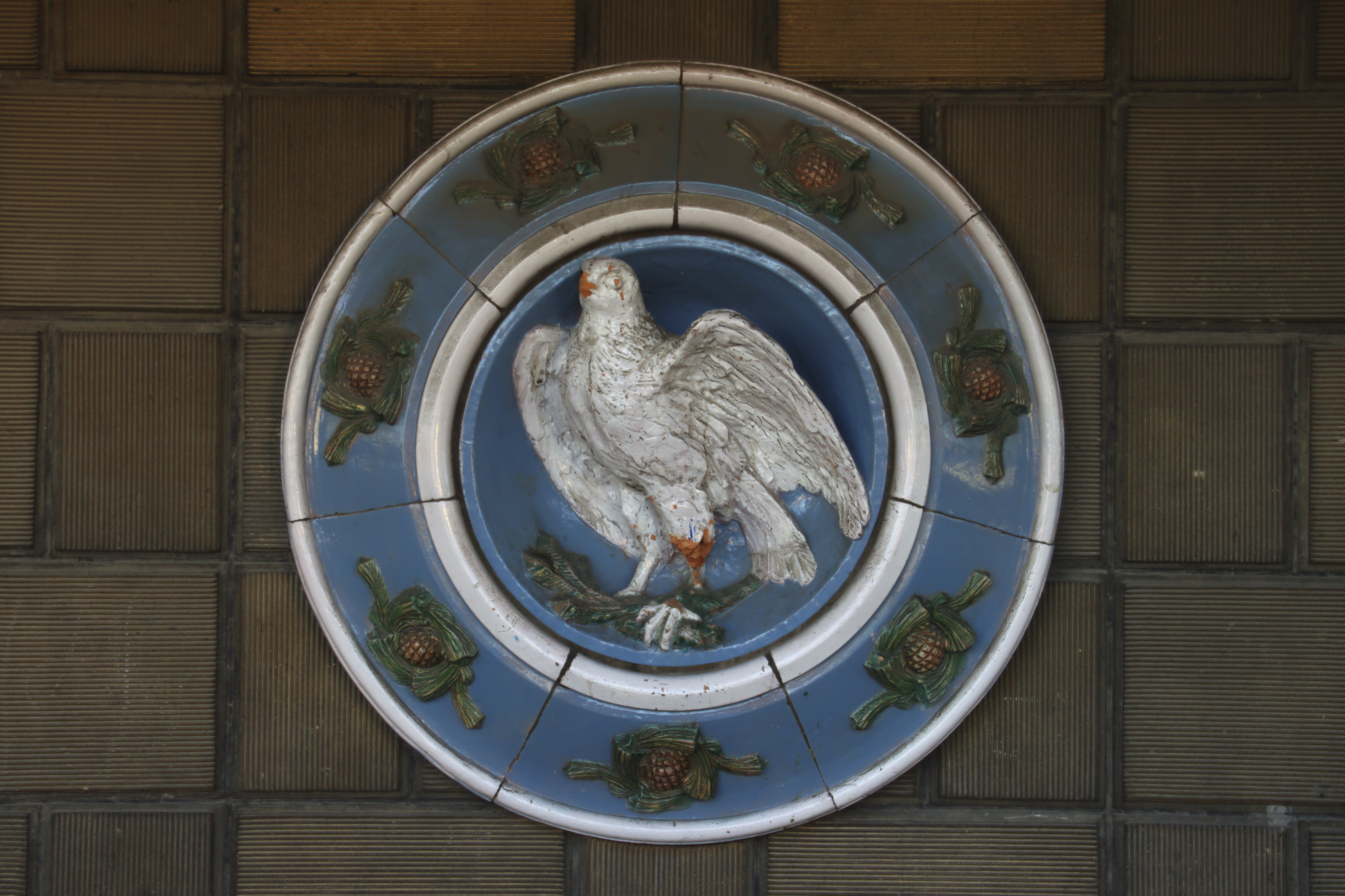
Keramické znamení (Martin Reiner: 4. dům 2958, orel)

## Struktura domu
Každý dům má přízemí s hlavním vchodem (orientovaným na sever) s menší vstupní halou, ke které přiléhá i kočárkárna. Dále velkou vstupní halu se schránkami na poštovní zásilky a schodiště vedoucí do zvýšeného přízemí s přístupem do dvou osobních výtahů a jednoho nákladního. Z chodby u výtahů je možné i vyjít dvěma, naproti sobě umístěnými, bočními vchody, přičemž oba vedou do dvorů na východní a západní straně domu. Z téže chodby je přístup i na schodiště do vyšších a nižších pater.
Každý dům má mimo zmíněné přízemí a zvýšené přízemí třináct nadzemních pater a dva suterény. Počet bytů je ve všech patrech (kromě přízemí a 12. a 13. patra) stejný – tedy šest bytů, dva z nich (na jihozápadní a jihovýchodní straně) jsou větší. V přízemí jsou čtyři byty při jižní straně domu, ve 12. a 13. patře jsou byty též čtyři, dva na jižní a dva na severní straně.
Suterén blíže povrchu je vyplněn zčásti prostorem s kójemi pro uskladňování majetku obyvatel domu, zčásti i prádelnou. Ve druhém suterénu je protiatomový kryt (k zabezpečení civilního obyvatelstva slouží i pozorovatelny civilní obrany umístěné na střechách prvního a šestého věžového domu).
Střecha je tvořena terasou, další terasy se nacházejí ve výšce 12. podlaží (dvě, jedna na východní a druhá na západní straně) a jedna obklopuje druhé patro (kromě jižní strany domu – dům má tak vlastně jakousi základnu o dvou patrech a užší část o dalších dvanácti patrech).
Dva největší byty v prvním patře mají vlastní velký balkon, některé byty ve vyšších patrech mají balkony též, ale mnohem menší.
Zvláštností domu jsou i dvě prostory pro obchody, které jsou situovány do severovýchodního a severozápadního rohu každého domu.

## Současný stav[kdy?]domů
Domy prošly rozsáhlou rekonstrukcí balkonů, elektrických rozvodů, odpadů a také oken a výtahů. Byly vyhlášeny za kulturní památku a jsou majetkem města. Několikrát se staly objektem filmových natáčení, nejvýznamnějším bylo natáčení filmu Dítě číslo 44 režiséra Daniela Espinosy v roce 2013, dále  byly okolní exteriéry a vybrané byty využity k natočení scén z amerického seriálu Legends a německého seriálu Pod jedním nebem (de: Der gleiche Himmel; režie: Oliver Hirschbiegel).

### Muzeum věžáků
V 1. věžovém domě (počítáno od západu k východu) se nachází muzejní expozice. Otevřela na začátku roku 2020. Zahrnuje vstupní halu, místnost popisující vznik sídliště a osobnost hlavního architekta domů, kryt civilní ochrany, ukázkový byt a střešní terasu. Jedná se o první muzeum věnované sídlištní architektuře na českém území. Vstupní hala byla vrácena do podoby těsně po dokončení výstavby, ukázkový byt je též vybaven dobově.